# Liste du patrimoine culturel immatériel de l'humanité en Namibie
Cet article recense les pratiques inscrites au patrimoine culturel immatériel en Namibie.

## Statistiques
La Namibie ratifie la convention pour la sauvegarde du patrimoine culturel immatériel le 19 septembre 2007. La première pratique protégée est inscrite en 2015.
En 2020, la Namibie compte 2 éléments inscrits au patrimoine culturel immatériel, 1 sur la liste représentative et 1 sur la liste du patrimoine immatériel nécessitant une sauvegarde urgente.

## Listes

### Liste représentative
L'élément suivant est inscrit sur la liste représentative du patrimoine culturel immatériel de l'humanité.
| Élément                                                | Type                                              | Subdivision | Année | Lien  | Notes | Illus. |
| ------------------------------------------------------ | ------------------------------------------------- | ----------- | ----- | ----- | ----- | ------ |
| Le oshituthi shomagongo, festival des fruits du marula | pratiques sociales, rituels et événements festifs |             | 2015  | 01089 |       |        |

### Patrimoine immatériel nécessitant une sauvegarde urgente
La Namibie compte 1 élément sur la liste du patrimoine immatériel nécessitant une sauvegarde urgente :
| Élément                                                                                       | Type              | Subdivision | Année | Lien  | Notes | Illus. |
| --------------------------------------------------------------------------------------------- | ----------------- | ----------- | ----- | ----- | ----- | ------ |
| Les connaissances et les savoir-faire musicaux ancestraux d'Aixan /gâna/ob #ans tsî //khasigu | arts du spectacle |             | 2020  | 01540 |       |        |

### Registre des meilleures pratiques de sauvegarde
La Namibie ne compte aucune pratique listée au registre des meilleures pratiques de sauvegarde.